# Понте (Віла-Верде)
Понте (порт. Ponte; МФА: [ˈpõ.tɨ]) — парафія в Португалії, у муніципалітеті Віла-Верде. Розташована в північно-західній частині країни, на теренах історичної португальської провінції Дору-Міню. Входить до складу округу Брага. За адміністративним поділом, чинним до 1976 року, терени парафії були складовою провінції Міню. Належить до Бразької архідіоцезії Католицької церкви. Патрон — святий Вікентій. Площа — 3,4121 км². Населення — 483 ос. (2011). Слабо урбанізований регіон. Густота населення — 141,56 осіб/км²
. Код — 031337.

## Населення
| Кількість мешканців | Кількість мешканців | Кількість мешканців | Кількість мешканців | Кількість мешканців | Кількість мешканців | Кількість мешканців | Кількість мешканців | Кількість мешканців | Кількість мешканців | Кількість мешканців | Кількість мешканців | Кількість мешканців | Кількість мешканців | Кількість мешканців |     |
| ------------------- | ------------------- | ------------------- | ------------------- | ------------------- | ------------------- | ------------------- | ------------------- | ------------------- | ------------------- | ------------------- | ------------------- | ------------------- | ------------------- | ------------------- | --- |
| 1864                | 1878                | 1890                | 1900                | 1911                | 1920                | 1930                | 1940                | 1950                | 1960                | 1970                | 1981                | 1991                | 2001                | 2011                |     |
| 379                 | 505                 | 493                 | 469                 | 456                 | 495                 | 480                 | 569                 | 565                 | 734                 | 632                 | 556                 | 601                 | 558                 | 561                 | 483 |